# 侯家庙镇
侯家庙镇，原为侯家庙乡，是中华人民共和国河北省张家口宣化区下辖的一个乡镇级行政单位。宣庞铁路侯家庙站位于侯家庙村。
2022年1月，经河北省人民政府批准，撤乡设镇。

## 行政区划
侯家庙镇下辖以下地区：
侯家庙村、刘家窑村、二台子村、后慢岭村、小慢岭村、赵家营村、老虎坟村、乔家湾村、赵家梁村、羊坊路口村和泥河子村。